# Junta Superior Arancelaria
La Junta Superior Arancelaria es un órgano consultivo español, adscrito al Ministerio de Economía, Comercio y Empresa, que tiene como propósito dar asesoramiento al Gobierno de la Nación en materia de política arancelaria y temas relacionados. En la actualidad, la JSA está adscrita a la Secretaría de Estado de Comercio, cuyo titular ejerce la presidencia, mientras que la Subdirección General de Defensa Comercial y Política Arancelaria de la Dirección General de Política Comercial asume la secretaría.
Este órgano fue creado por la Ley 1/1960, de 1 de mayo, conocida como Ley Arancelaria, con el propósito de asesorar al Gobierno, específicamente al Ministerio de Comercio, en asuntos que fueran competencia de esta norma. Tras la entrada en las Comunidades Europeas, España se incorporó a la Unión Aduanera, elimando las barreras arancelarias entre los Estados miembros e imponiendo un arancel único a los países terceros, por lo que ha reducido su relevancia en favor de los órganos de decisión europeos en estos asuntos.
La Junta, que además de los órganos del Ministerio de Economía competentes en asuntos arancelarios, también se compone de representantes de otros ministerios (Asuntos Exteriores, Hacienda, Trabajo, Industria y Agricultura), tiene como antecesoras las diferentes juntas de aranceles que existieron entre 1816 y 1933.